# Südfelde
Südfelde ist ein Ortsteil von Petershagen im Kreis Minden-Lübbecke in Ostwestfalen.

## Geographie
Er liegt 6 km westlich der Kernstadt; im Osten grenzt Südfelde an die Stadt Kernstadt, im Norden an den Ortsteil Meßlingen, im Westen an den Ortsteil Friedewalde und im Süden an die Stadtteile Stemmer und Todtenhausen der Stadt Minden.

## Geschichte
Südfelde gehörte bis zu den Napoleonischen Kriegen zur Vogtei Hofmeister im Amt Petershagen des Fürstentums Minden. Von 1807 bis 1810 gehörte der Ort zum Kanton Petershagen des napoleonischen Satellitenstaats Königreich Westphalen. Von 1811 bis 1813 gehörte Südfelde unmittelbar zu Frankreich und dort zur Mairie (Bürgermeisterei) Petershagen im Arrondissement Minden des Departements der Oberen Ems. Der Ort fiel 1813 wieder an Preußen und kam 1816 zum neuen Kreis Minden. Im Kreis Minden gehörte Südfelde zum Amt Petershagen. Bevor die Gemeinde bei der kommunalen Neugliederung am 1. Januar 1973 Teil der Stadt Petershagen wurde, hatte sie eine Fläche von 4,05 km² sowie 494 Einwohner (31. Dezember 1972). Am 31. Dezember 2022 hatte Südfelde 438 Einwohner.

## Politik
Die Bevölkerung von Südfelde wird gegenüber Rat und Verwaltung der Stadt Petershagen seit 1973 durch einen Ortsbürgermeister vertreten, der aufgrund des Wahlergebnisses vom Rat der Stadt Petershagen gewählt wird.
Sabine Kruse ist Ortsbürgermeisterin (CDU).

## Kultur und Sehenswürdigkeiten
Das Gebäude der Alten Dorfschule wurde im Jahr 1895 errichtet und ersetzte die bereits im Jahr 1686 gebaute Vorgängerschule. Der Schulbetrieb wurde im Jahr 1971 eingestellt.